# Olivia Mellegård
Olivia Mellegård, née le 17 juin 1996 à Göteborg, est une handballeuse internationale suédoise, qui évolue au poste d'ailière gauche.

## Biographie
Olivia Mellegård commence le handball dans le club suédois d'Önnereds HK. En 2015, l'ailière rejoint le club de première division Sävehof. Avec Sävehof, elle remporte le titre de championne de Suède en 2016, 2018 et 2019. 
À l'été 2019, elle rejoint le club danois du Copenhague Handball.
En équipe de jeunes, elle s'illustre avec la Suède en remportant le championnat d'Europe jeunes 2013 et en décrochant une médaille de bronze au championnat d'Europe junior 2015.
Elle est appelée pour la première fois en équipe de Suède en 2016 et prend part au championnat d'Europe 2016. Elle subit une commotion cérébrale lors du match contre la France durant le tour principal, à l'occasion d'un affrontement avec Laura Glauser, ce qui met un terme à son tournoi. Elle participe ensuite également au championnat du monde 2017 où la Suède obtient la quatrième place. En 2018, elle est retenue en équipe de Suède pour participer au championnat d'Europe 2018 où la Suède se classe sixième.

## Palmarès

### En club
compétitions nationales
- championne de Suède en 2016, 2018 et 2019 (avec IK Sävehof)

### En sélection
championnats du monde
- 4e place du championnat du monde 2017

championnats d'Europe
- 6e place du championnat d'Europe 2018
- 8e place du championnat d'Europe 2016

autres
- troisième du championnat d'Europe junior en 2015[10]
- vainqueur du championnat d'Europe jeunes en 2013[5]